# Symphony Masses: Ho Drakon Ho Megas
Symphony Masses: Ho Drakon Ho Megas è il terzo album in studio del gruppo musicale svedese symphonic metal Therion. In origine fu pubblicato nel 1993 dalla Megarock Records, successivamente è stato ristampato dalla Nuclear Blast Records. Il ritmo risulta più compassato e il suono si rifà ad un certo tipo di metal classico.

## Tracce
1. Baal Reginon - 2:10
2. Dark Princess Naamah - 4:18
3. A Black Rose (Covered with Tears, Blood and Ice) - 4:00
4. Symphoni Drakonis Inferni - 2:32
5. Dawn of Perishness - 5:51
6. The Eye of Eclipse - 5:00
7. The Ritualdance of the Yezidis - 2:07
8. Powerdance - 3:05
9. Procreation of Eternity - 4:04
10. Ho Drakon Ho Megas

Act 1: The Dragon Throne - 1:26
Act 2: Fire and Ecstasy - 2:52

### Edizione Giapponese
L'edizione giapponese contenne le tracce bonus:
- Enter the Voids
- Beyond Sanctorum (demo)
- Symphony of the Dead (demo)

## Formazione
- Christofer Johnsson - voce, chitarra, tastiera
- Magnus Barthelsson - chitarra
- Andreas Wallan Wahl - basso
- Piotr Wawrzeniuk - batteria